# Büyükkayalı, Ulubey
Büyükkayalı là một xã thuộc huyện Ulubey, tỉnh Uşak, Thổ Nhĩ Kỳ. Dân số thời điểm năm 2010 là 577 người.